# Mrchožrout znamenatý
Mrchožrout znamenatý (Oiceoptoma thoracicum) nazýván také mrchožrout rudoprsý nebo mrchožrout červenohrdlý je druhem brouka z čeledi mrchožroutovití (Silphidae).

## Popis
Mrchožrout znamenatý má 11–16 milimetrů dlouhé a ploché oválné tělo. Povrch krovek černě až šedo černě zbarvený, případně šedě skvrnitý, štít je nápadně oranžové až červené barvy a je pokryt jemným zlatým obrvením. Tímto červenooranžovým štítem jsou charakterističtí. Na krovkách jsou patrná vystupující podélná žebra, okraje jsou zakřiveny mírně nahoru. Tykadla jsou rovněž černá a na koncích kyjovitě zesílena.

### Stanoviště
Často se nacházejí na výkalech nebo mršinách, velmi často také na zralých hadovkách smrdutých. Mrchožrout znamenatý se živí převážně na trusu, zdechlinách a hnijící vegetaci. Hadovky smrduté profitují díky těmto broukům, jelikož rozšiřují jejich výtrusy. Larvy žijí podobným životním způsobem jako dospělí brouci a mohou se tedy současně nacházet na stejných místech jako dospělci.

### Rozšíření
Brouci jsou rozšíření v palearktické oblasti, převážně ve středních a severnějších lokalitách.

### Ochrana
Není zákonem chráněný.

## Galerie

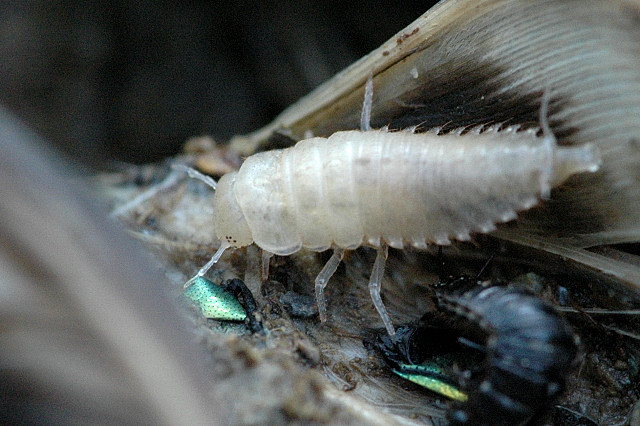
Larva mrchožrouta znamenatého
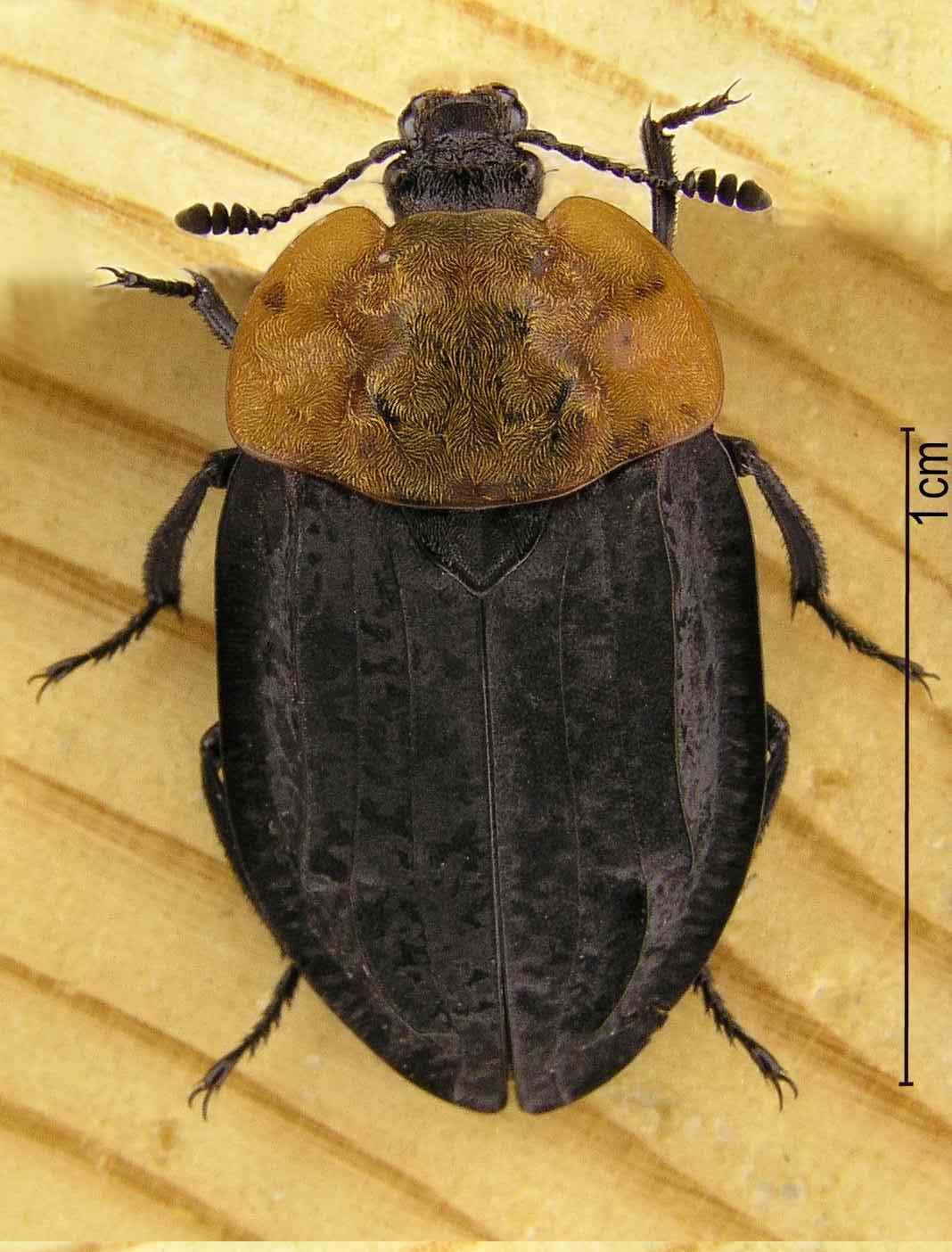
Mrchožrout znamenatý
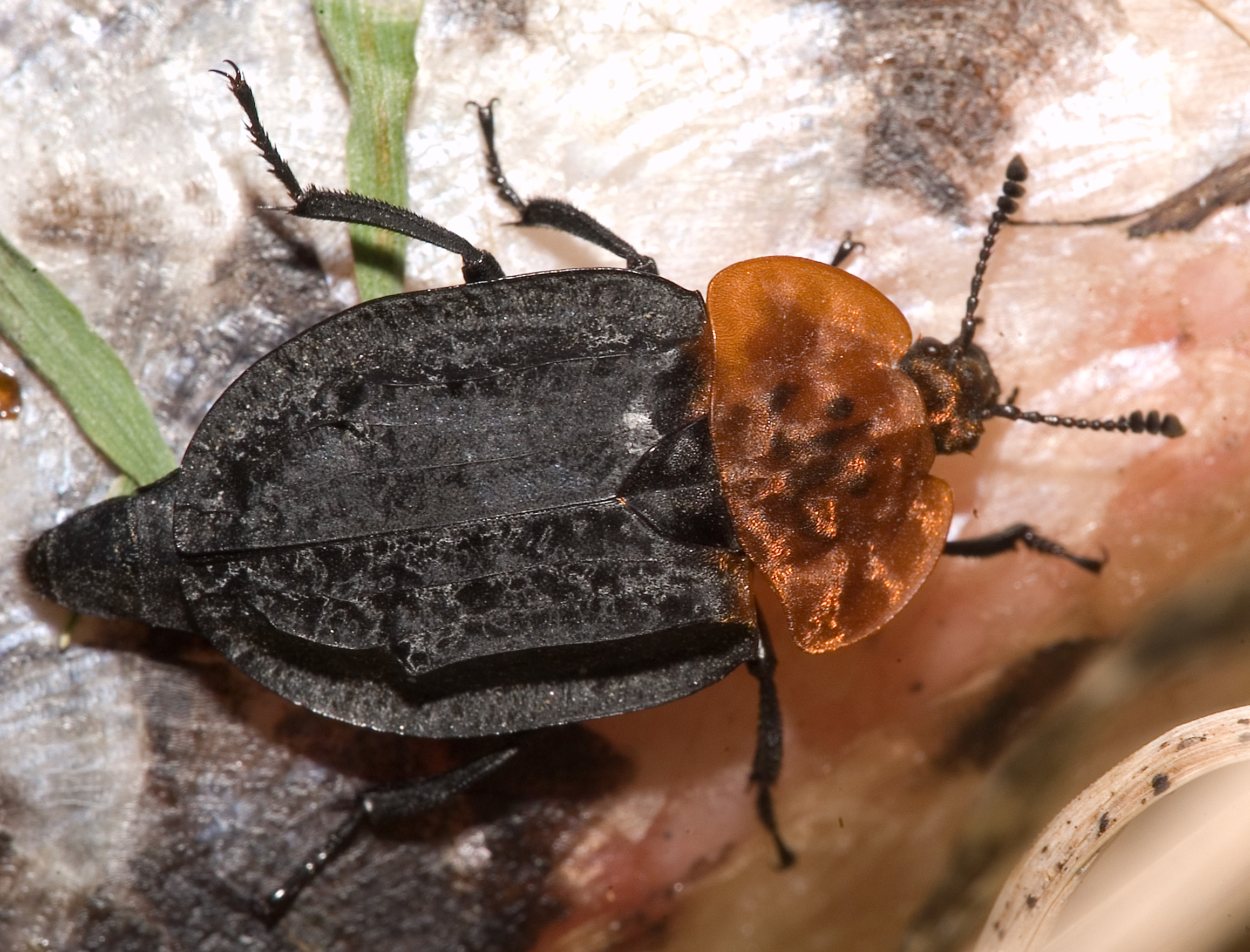
Mrchožrout znamenatý
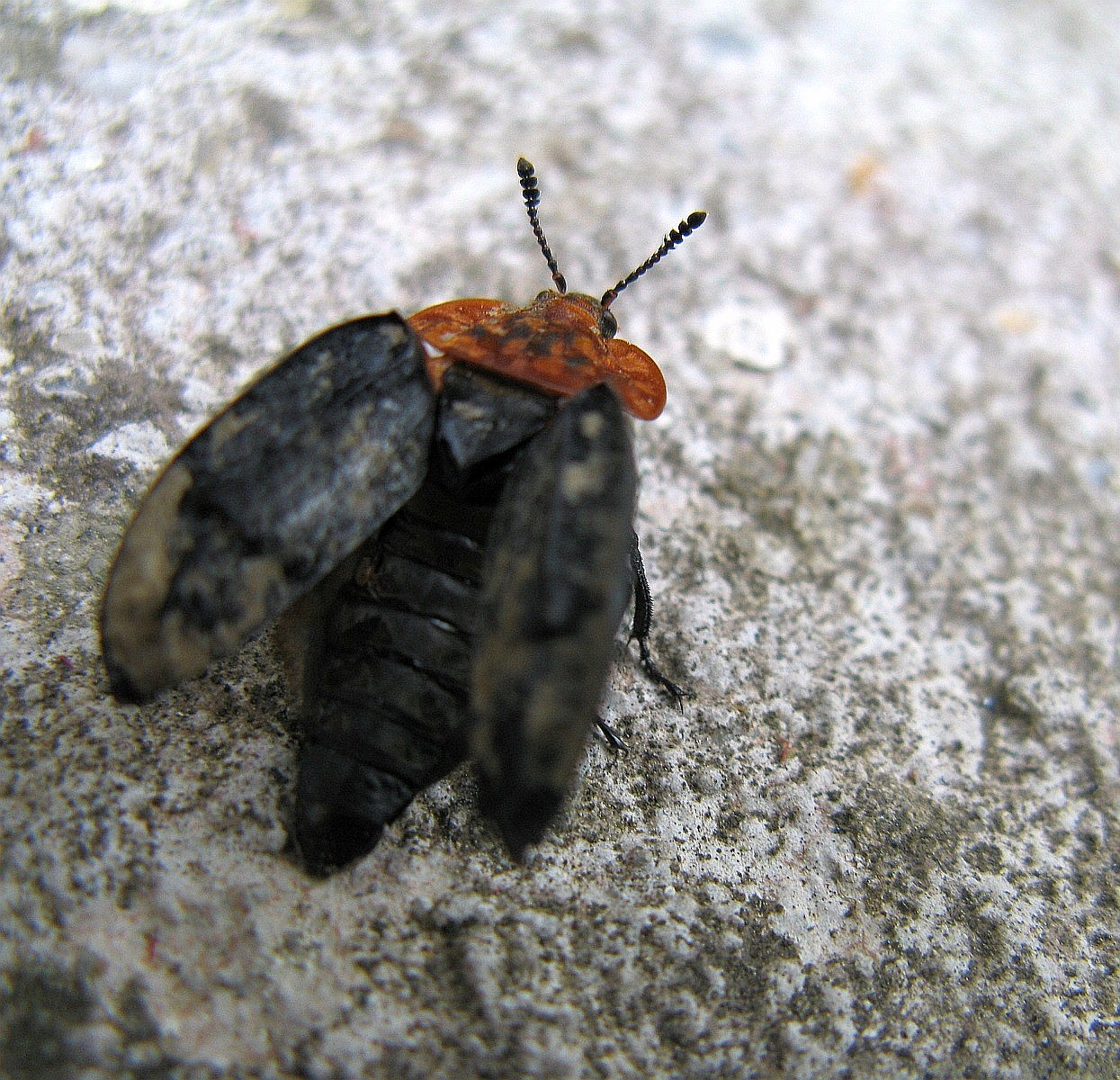
Mrchožrout znamenatý
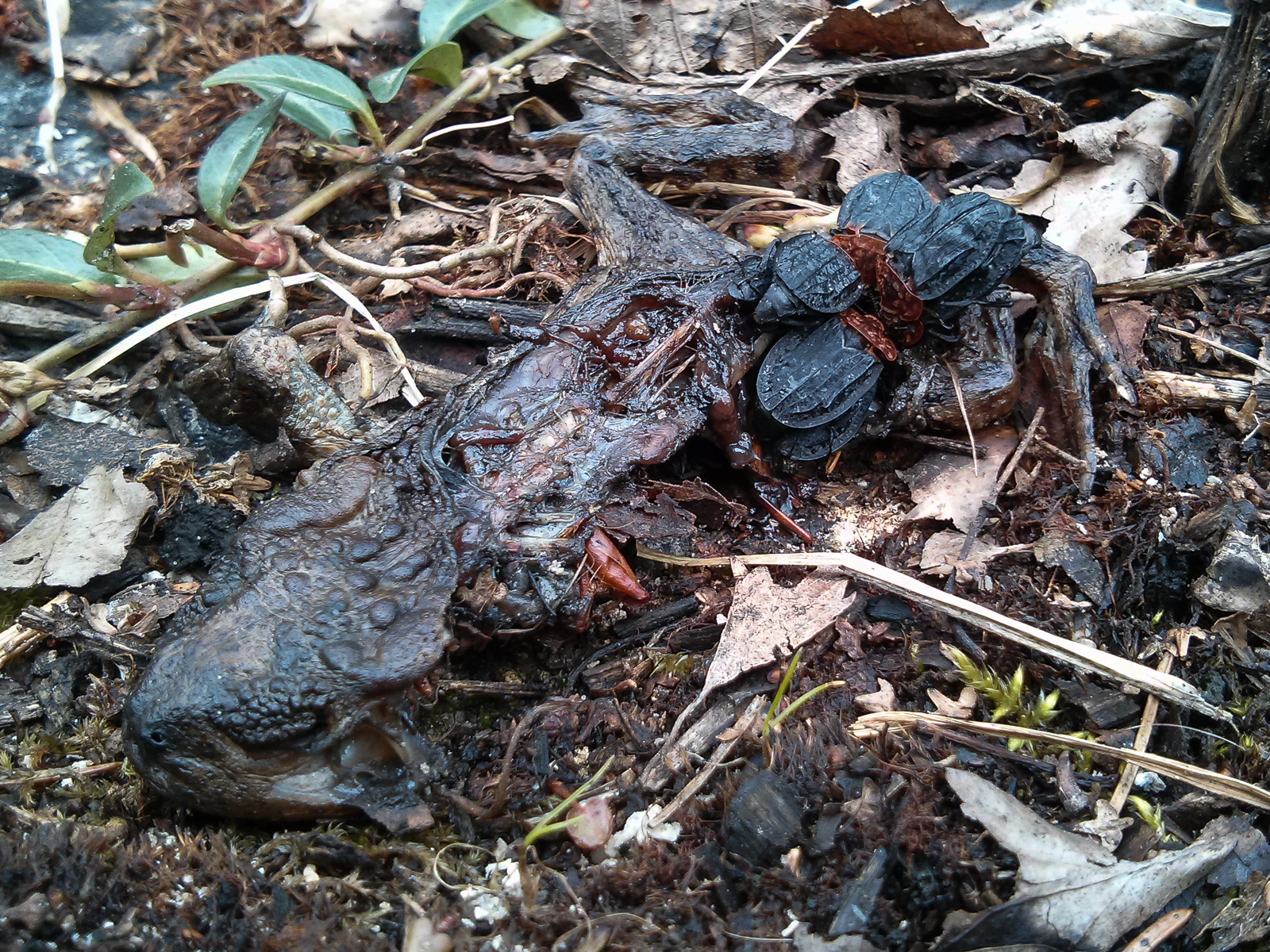
Mrchožrouti znamenatí na mršině žáby
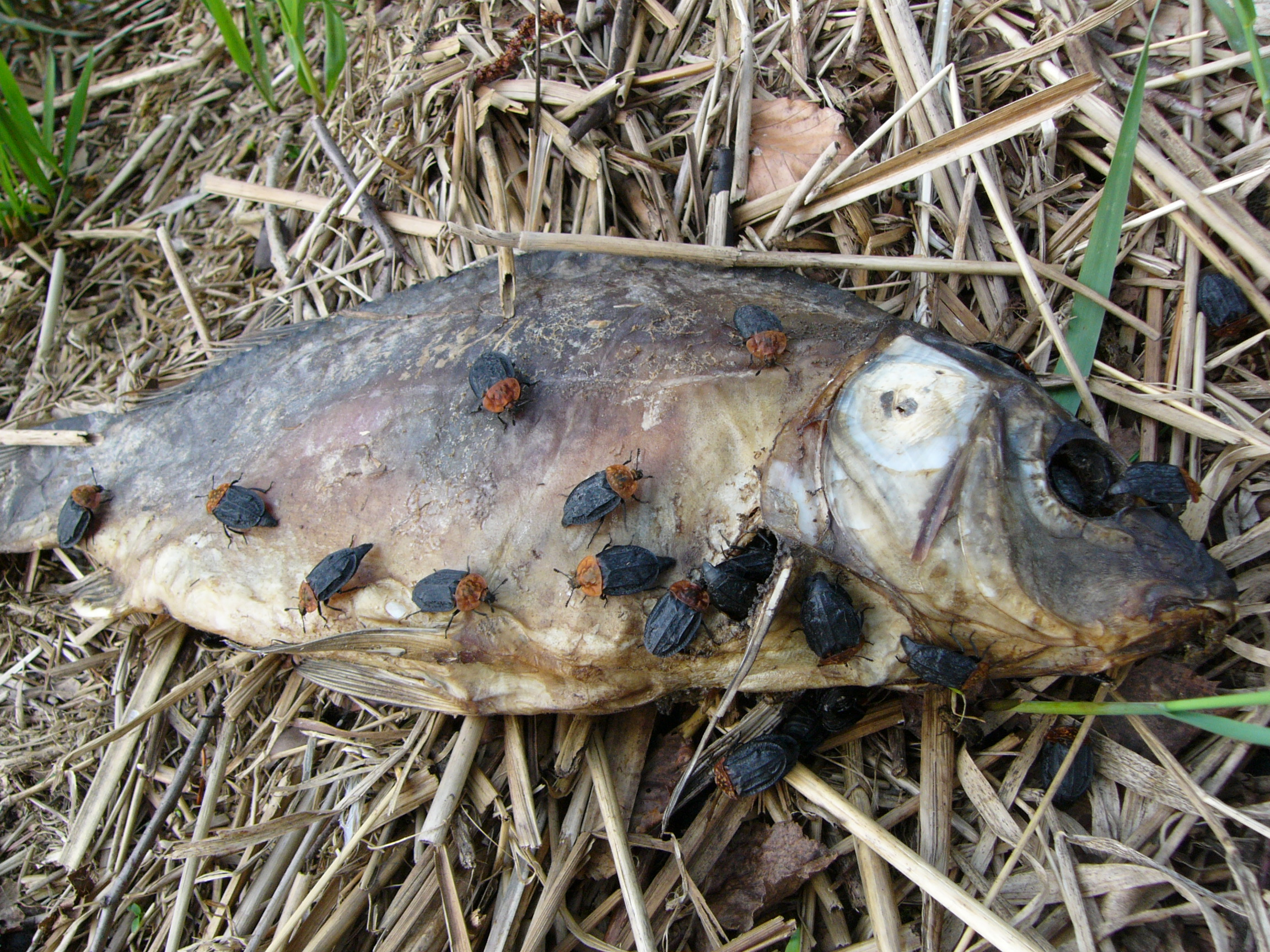
Mrchožrouti znamenatí na uhynulé rybě